# Methylacetaat
Methylacetaat is de methylester van azijnzuur. De stof komt voor als een kleurloze vloeistof met een kenmerkende geur, gelijkaardig aan die van lijmen en nagellakremover.

## Synthese
Methylacetaat wordt bereid via een verestering van azijnzuur en methanol, in aanwezigheid van een zure katalysator zoals zwavelzuur.
Het Eastman-proces voor de productie van methylacetaat is een klassiek voorbeeld van procesintegratie: in dit proces, dat eind jaren '70 van de 20e eeuw werd ontwikkeld, reageren methanol en azijnzuur (in aanwezigheid van zwavelzuur) in een destillatiekolom. Zuiver methylacetaat wordt aan de top van de kolom afgescheiden. Onderaan de kolom worden water en zwavelzuur afgetapt. Deze kolom doet dus zowel dienst als reactievat en destillatiekolom: het is bijgevolg een voorbeeld van reactieve destillatie. In conventionele processen moest naast de reactie en destillatie ook nog een vloeistof-vloeistof-extractie gebeuren om de azeotropen te kunnen breken die methylacetaat vormt met water en methanol. Het Amerikaanse octrooi voor het Eastman-proces (US Patent: 4,435,595) werd toegekend op 6 maart 1984.

## Toepassingen
Methylacetaat wordt gebruikt als oplosmiddel in onder andere verven, lakken en nagellakremover. Het is een tussenproduct bij de productie van verschillende andere stoffen. Het wordt ook gebruikt bij de vervaardiging van kunstleder.

## Toxicologie en veiligheid
Methylacetaat is een licht ontvlambare vloeistof (het vlampunt ligt op −13 °C) en de dampen kunnen een ontplofbaar mengsel vormen met lucht (ontploffingsgrenzen zijn 3,1 en 16 volumepercent methylacetaat in lucht).
De stof is irriterend voor ogen en luchtwegen en kan effecten hebben op het centraal zenuwstelsel, met als gevolg slaperigheid, hoofdpijn en eventueel bewusteloosheid.